# Alta (moteur)
Pour les articles homonymes, voir Alta.

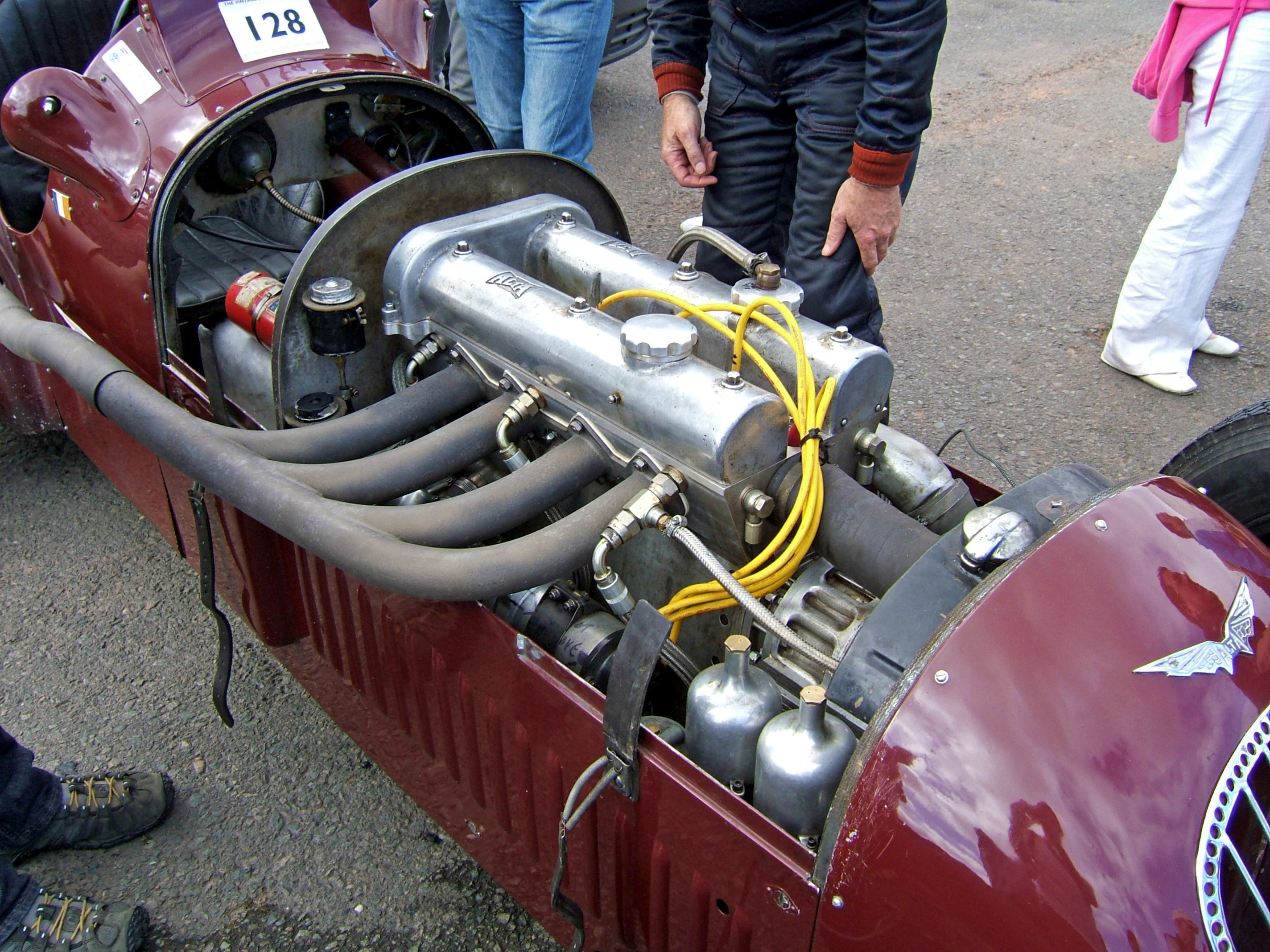
moteur Alta des années 1930

Alta était une manufacture anglaise, fondée par Geoffrey Taylor, de moteurs destinés à la compétition automobile qui s'est principalement illustrée dans les années 1950. En 26 Grands Prix, les Alta ont permis à Connaught de décrocher la 3e place du Grand Prix de Monza en 1956 grâce à Ron Flockhart.

## Alta 1.5 L4C
- Moteur engagé en 1950 et 1951.
- 4 cylindres en ligne.
- Cylindrée : 1 500 cm3.

## Alta F2
- Moteur engagé en 1951, 1952, 1953 et 1954.
- 4 cylindres en ligne.
- Cylindrée : 1 970 cm3.
- Puissance : 150 ch.

## Alta 2.5 L4
- Moteur engagé en 1954, 1955,1956, 1957, 1958 et 1959.
- 4 cylindres en ligne.
- Cylindrée : 2 472 cm3
- Puissance : 240 ch (1955), 250 ch (1956-1958).
- Régime moteur : 6 500 tr/min (1955), 6 800 tr/min (1956-1958).

## Écuries de F1 ayant couru avec un Alta

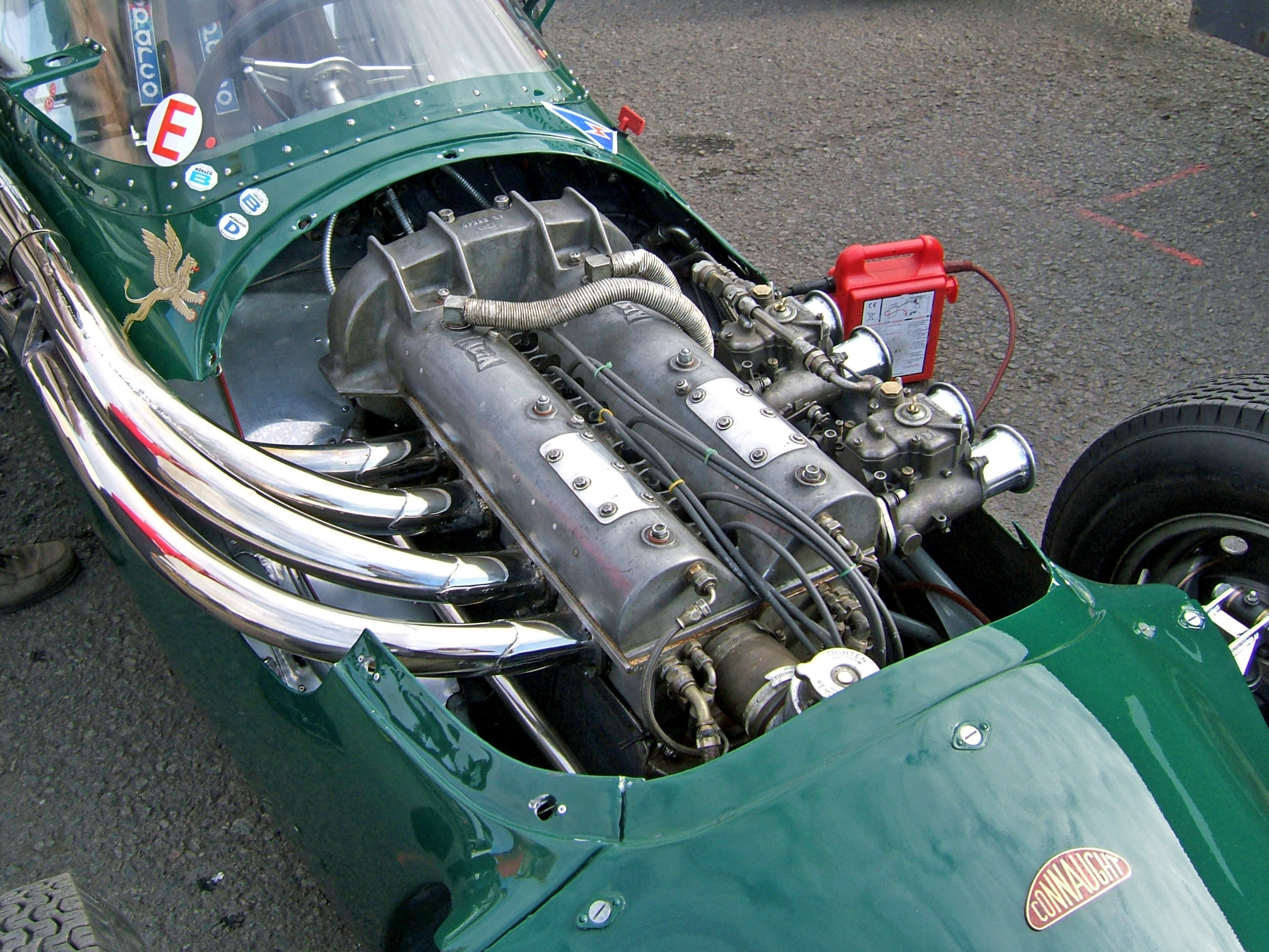
Alta 2,5 l à 4 cylindres en ligne installé dans une Connaught type C

- Connaught
- HWM
- Cooper
- Alta
- Emeryson